# Gaston du Bousquet
Gaston du Bousquet (20 de agosto de 1839 - 24 de marzo de 1910) fue un ingeniero francés nacido en Bélgica. Ingeniero Jefe de Tracción del Chemin de Fer du Nord (Compañía de ferrocarriles del Norte), diseñó el tipo de locomotoras que llevan su nombre y fue profesor de la École Centrale de Lille.

## Carrera profesional
Du Bousquet enseñó ingeniería mecánica en el Institut industriel du Nord de la France (École Centrale de Lille) desde 1872. Nombrado ingeniero jefe de los Chemins de Fer du Nord en 1890, ganó una medalla de oro en la Exposición Universal de 1894 por sus diseños de locomotoras. Colaboró con éxito con Alfred de Glehn y Edward Beugniot, ambos trabajando para la Société Alsacienne de Constructions Mécaniques (SACM). Fue presidente de la Sociedad de Ingenieros Civiles de Francia en 1894. 

## Diseñador de locomotoras de vapor
Introdujo locomotoras de vapor compuestas (de doble expansión) a la red industrial junto con Alfred de Glehn, ingeniero de SACM.
Locomotoras du Bousquet
- Nord 6.121 a 6.168, 28 arrendadas al Ceinture, más tarde SNCF 1-031+130. TA. 1 a 47
- Ceinture 6.001 a 6.038, más tarde SNCF 3-031+130. TA. 1 a 36

Otras locomotoras
Entre otras, diseñó las locomotoras siguientes: 
- Nord 2.121 a 2.180 "Chocolat" 4-4-0 de 1891-1898
- Nord 2.231 a 2.305 "Revolver" 4-4-4T de 1901-1906; más tarde SNCF 2-222.TA
- Nord 2.311 a 2.380 "Ravachol" 4-4-0T de 1892-1895; más tarde SNCF 2-220. TA
- Nord 2.641 a 2.675 Atlantics 4-4-2 de 1900-1902, más tarde SNCF 2-221. A
- Nord 2.741 Prototipo Atlántico de 1907; reconstruida como 4-4-4, y reconstruida de nuevo como 4-6-0 No. 3.999
- Nord 3.081 a 3.302 4-6-0 de 1897-1910; más tarde SNCF 2-230. A
- Nord 3.121 a 3.122 "Metropolitan" 0-6-4T de 1892-1893
- Nord 3.513 a 3.537 4-6-0 de 1908-1910; más tarde SNCF 2-230. D.1 a 149
- Nord 3.801 a 3.860 "Bleriot" 4-6-4T de 1909-1910; más tarde SNCF 2-232. TA
- Nord 3.1101 y 3.1102 Prototipo Báltica 4-6-4 de 1911; la muerte del diseñador impidió su desarrollo.

## Imágenes
|  |  |  |